# Efecto batocrómico
En Física, se denomina efecto batocrómico  o desplazamiento batocrómico al fenómeno que se verifica cuando la longitud de onda de absorción de una sustancia se desplaza hacia longitudes de onda más grandes o de menor energía por efecto del solvente o por la presencia de distintos sustituyentes químicos; también se conoce como corrimiento hacia el rojo. El fenómeno opuesto, es decir el corrimiento de una banda hacia longitudes de onda menores o de mayor frecuencia, se denomina efecto hipsocrómico. 
Un ejemplo de efecto batocrómico, descrito por primera vez por el científico alemán Richard Willstätter (1872-1942) lo ofrecen las antocianinas. Estos pigmentos vegetales cambian de color de acuerdo a la acidez (al pH) de la solución en la que se encuentran. Así, el color rojo anaranjado de la pelargonidina en condiciones ácidas vira al rojo intenso-violeta de la cianidina en condiciones neutras y al rojo púrpura-azul de la delfinidina en condiciones alcalinas.